# Joachim Nshimirimana
Joachim Nshimirimana, född 13 januari 1973, är en friidrottare från Burundi. Han deltog vid olympiska sommarspelen 2004 och olympiska sommarspelen 2008.